# Bodmér
Bodmér é um município da Hungria, situado no condado de Fejér. Tem 7,17 km² de área e sua população em 2015 foi estimada em 232 habitantes.